# Saint-Christol-de-Rodières
 Saint-Christol-de-Rodières  es una población y comuna francesa, situada en la región de Languedoc-Rosellón, departamento de Gard, en el distrito de Nimes y cantón de Pont-Saint-Esprit.

## Demografía
| 128 | 108 | 95 | 110 | 130 | 126 |
| Para los censos de 1962 a 1999 la población legal corresponde a la población sin duplicidades (Fuente: INSEE [Consultar]) |     |    |     |     |     |

## Iglesia de Saint-Christol-de-Rodières
La iglesia, cuyo patrón es San Cristóbal, data de la 1ª mitad del siglo XII y fue restaurada en el siglo XVII tras la guerra de religiones. La venta de sus bosques al Chartreux de la Valbonne permitió la construcción de 2 capillas laterales y una sacristía en 1878 - Observamos, al mismo tiempo, el cierre de la puerta de acceso en el lado sur durante el traslado del cementerio circundante anteriormente la iglesia y la apertura del pórtico actual en el lado oeste en estilo neogótico Observaremos en el lado sur, sobre la puerta antigua, varias piedras talladas con patrones de trenzas entrelazadas de tres hilos, así como animales de difícil acceso. identificar. El Lavoir data del siglo XVII y fue renovado en 2010.